# Beau Vallon (Seychelles)
Pour les articles homonymes, voir Beau Vallon (homonymie).
Beau Vallon est un district des Seychelles de l'île de Mahé.

## Géographie

### Démographie
Le district de Beau Vallon couvre 4,3 km2 et compte 3 797 habitants (2002).